# 34753 Зденекматіас
34753 Зденекматіас (34753 Zdeněkmatyáš) — астероїд головного поясу, відкритий 24 серпня 2001 року.
Тіссеранів параметр щодо Юпітера — 3,663.